# 이다희 (레이싱 모델)
이다희(1987년 9월 15일 ~ )는 대한민국의 레이싱 모델이다.

## 경력

### 에이빙모델
- 2012년 부산국제모터쇼 레이싱모델
- 2013년 서울모터쇼 레이싱모델
- 2014년 일산오토모티브위크 레이싱모델
- 2014년 경기국제보트쇼 레이싱모델
- 2014년 서울모터쇼 레이싱모델
- 2014년 서울오토살롱 레이싱모델
- 2015년 서울모터쇼 레이싱모델
- 2015년 서울오토살롱 레이싱모델
- 2017년 오토모티브위크 렉스온 포즈모델

### 레이싱모델
- 2016년 CJ대한통운 슈퍼레이스 챔피언쉽 이엔엠 레이싱팀 전속 모델

## 수상
- 2015년 - 제4회 한국 레이싱모델 어워즈 최우수 포토제닉상

## 출연작

### 방송
- 2014년 SBS E! TV 《스타 뷰티 쇼》

### CF
- 2003년 국제상사 프로스펙스
- 2014년 현대약품 프링클